# 로켓 엔진

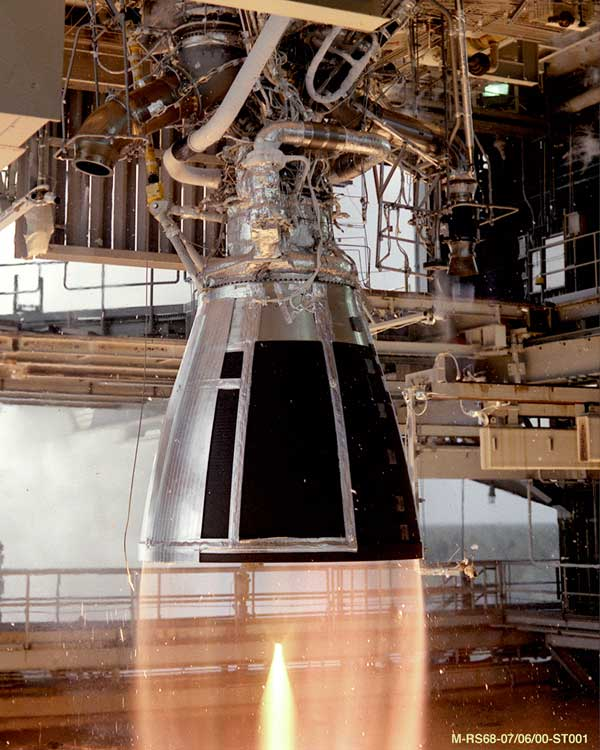
NASA 스테니스 우주 센터에서 시험중인 RS-68. 수소 연료를 사용한다.

로켓엔진(rocket engine)은 저장된 추진제(propellant)를 고속으로 분출하여 반작용을 얻는 엔진의 일종을 의미한다. 로켓 엔진에는 연료와 함께 산화제가 공급되므로 외부에서 산소가 공급되지 않는 경우에도 작동하며, 우주선이나 미사일의 추진 등 우주공간에서 주로 쓰인다. 거의 대부분의 로켓엔진은 내연기관이며, 그렇지 않은 경우도 있다.
일군(一群)으로서의 로켓 엔진은 모든 엔진을 통틀어 배기 속도가 가장 높고, 추력대비 무게가 가장 가벼우며, 매우 높은 속도에서 가장 효율적으로 에너지를 사용한다. 이들 로켓 엔진은 높은 배기 속도와 로켓 추진제의 상대적으로 낮은 비에너지(specific energy)로 추진력을 얻기 위해 추진제를 급격히 소비한다.

## 작동 원리
대부분의 로켓엔진은 고온·고속으로 방출되는 기체로 추진력을 생성한다. 이 기체는 일반적으로 높은 압력(10 ~ 200기압)의 연소실 내부에서 연료와 산화제로 구성된 고체 또는 액체 추진제가 연소되어 만들어진다.

### 추진제 주입
액체연료 로켓은 일반적으로 연료와 산화제를 분리하여 연소실에 주입하여 혼합·산화시킨다. 고체 로켓의 추진제는 연료와 산화제가 섞여 있으며, 저장소가 연소실이 된다. 하이브리드 로켓 엔진은 고체와 액체 또는 기체 산화제를 조합하여 사용한다. 선택적으로, 화학적으로 불활성인 반작용 물질이 고에너지의 동력원에 의해 가열될 수 있다.

### 연소실
화학로켓에서 연소실은 일반적으로 실린더(기통)이다. 실린더는 추진제가 충분히 연소될 수 있는 크기이다. (추진제에 따라 연소실의 크기는 달라진다.)
이로부터 {\displaystyle L*} 값이 얻어진다.
{\displaystyle L*={\frac {V_{c}}{A_{t}}}}
단,
{\displaystyle V_{c}}는 연소실의 부피
{\displaystyle A_{t}}는 통로의 면적이며,
L* 은 일반적으로 0.6 ~ 1.5 m 범위이다.

### 로켓 엔진 노즐
연소실에서 발생한 가스의 열에너지를 운동에너지로 바꾼다.

## 같이 보기
- 로켓
- 제트 엔진